# شكلتش (تشيشير)
شكلتش (بالإنجليزية: Shocklach)‏ هي قرية تقع في المملكة المتحدة، كان عدد سكان شوكلاخ 290 نسمة حسب تعداد2011